# Imperial (Kalifornia)
Imperial város az USA Kalifornia államában, Imperial megyében. Lakosainak száma 20 263 fő (2020. április 1.).

## Népesség
A település népességének változása:

| 2010 | 14 758 |
| 2020 | 20 263 |